# Митчелл, Самуэль Альфред
Самуэль Альфред Митчелл (англ. Samuel Alfred Mitchell; 29 апреля 1874 — 22 февраля 1960) — канадско-американский астроном.
Член Национальной академии наук США (1933).

## Биография
Родился в Кингстоне в семье выходцев из Великобритании, был шестым ребёнком из десяти. Окончил Университет Куинс, после чего переехал в США и в 1895 году поступил в Университет Джонса Хопкинса, где изучал математику и астрономию под руководством С. Ньюкома и Ч. Л. Пура. В 1898 году получил степень доктора философии (PhD), с 1899 года преподавал астрономию и геодезию в Колумбийском университете и позже — в колледже Барнарда. C 1900 года активно участвовал в исследовании солнечных затмений, в период 1900—1937 годов принимал участие в 10 экспедициях по изучению затмений. Его работа по исследованию солнечного спектра, вышедшая в 1923 году, выдержала 5 изданий. В 1913 году назначен директором обсерватории Мак-Кормик в Университете Вирджинии, где занимался исследованиями в области фотометрии и исследованиями звёздных параллаксов.

## Членство в научных обществах
Был членом следующих научных организаций и обществ: Национальная академия наук США, (с 1933, с 1940 — член Совета), Американская ассоциация содействия развитию науки (вице-президент с 1921), Американское астрономическое общество (вице-президент 1925—1927), Королевское астрономическое общество (член и ассоциированный член), Международный астрономический союз (председатель Комиссии по солнечным затмениям и Комиссии по звездным параллаксам), Американская ассоциация университетских профессоров, Американское философское общество и Американская академия искусств и наук.
В 1948 году награждён медалью Джеймса Крейга Уотсона.

## Семья
В 1899 году женился на Милли Грей Дамбл, дочери профессора Э. Т. Дамбла.
Сын Митчелла, А. К. Д. Митчелл (1902—1963), был в 1938—1963 годах руководителем физического департамента Университета Индианы и одним из создателей циклотрона в этом университете (1941).
Внучка Митчелла Элис Ривлин (род. 1931) — известный экономист.